# مانفرد اشمیت (بازیکن فوتبال)
مانفرد اشمیت (آلمانی: Manfred Schmid؛ زادهٔ ۲۰ فوریهٔ ۱۹۷۱) بازیکن سابق و مربی فوتبال اهل اتریش است.
از باشگاه‌هایی که در آن بازی کرده‌است می‌توان به باشگاه فوتبال آستریا وین و باشگاه فوتبال لاسک اشاره کرد.